# Michaëlle Jean
Michaëlle Jean, född 6 september 1957 i Port-au-Prince i Haiti, är en kanadensisk journalist och ämbetsman. Hon var Kanadas generalguvernör, det vill säga drottning Elizabeth II:s företrädare i Kanada, från 27 september 2005 till 1 oktober 2010. Från 2015 till 2019 var hon generalsekreterare för Organisation internationale de la Francophonie.
Jean kom till Kanada som flykting från Haiti tillsammans med sin familj 1968, efter att hennes far hade suttit i fängelse under François Duvaliers regim. Hon har studerat språk och litteratur vid Université de Montréal, där hon tog en mastersexamen i jämförande litteratur. Samtidigt arbetade hon på en kvinnojour och med invandrare. Efter studierna har hon arbetat som journalist, bland annat på Radio-Canada, och varit nyhetsuppläsare.
Hon utnämndes att efterträda Adrienne Clarkson som generalguvernör 2005 av Elizabeth II, på rekommendation av premiärminister Paul Martin. 2010 efterträddes hon av David Johnston.